# Viceadmiral
Víceadmirál (tudi pòdadmiràl) je pomorski vojaški čin; kopenski ekvivalent je generalpodpolkovnik.

## Primerjava admiralskih stopenj
Slovenska vojska  :

| Vojaški čini         |          |                |
| Nižji: Kontraadmiral | Admirali | Višji: Admiral |

Avstro-Ogrska vojna mornarica   (k.u.k. Kriegsmarine):

| Vojaški čini         |          |                |
| Nižji: Konteradmiral | Admirali | Višji: Admiral |